# Alder (Montana)
Alder – jednostka osadnicza w Stanach Zjednoczonych, w stanie Montana, w hrabstwie Madison.